# Ballet Nacional de España

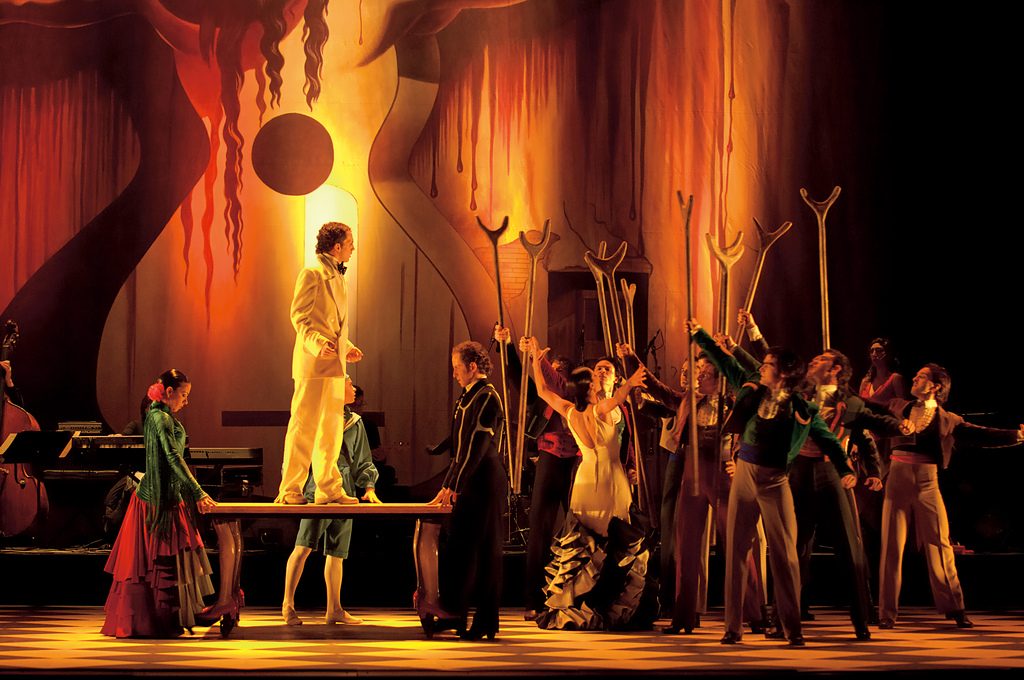
El Ballet Nacional d'Espanya en el Teatre de la Zarzuela de Madrid.

El Ballet Nacional de España és una companyia de dansa espanyola amb seu a Madrid i subvencionada pel Ministeri de Cultura d'Espanya.

## Història
El Ballet Nacional Español, o Ballet Nacional de España Español va ser creat per la direcció general de teatre i espectacles del Ministeri de Cultura d'Espanya en 1978. El primer director titular va ser el valencià Antonio Gades, que en 1980 va esdevenir director artístic. Durant aquesta època es van representar clàssics de la dansa espanyola de tots els temps, alguns de Gades i altres d'altres autors, com per exemple Fandango de Mariemma, Fantasía Galaica d'Antonio, Concierto de Aranjuez de Pilar López o Rango de Rafael Aguilar.
De 1983 a 1986, sota la direcció de la barcelonina María de Ávila, el Ballet Nacional de España Español va estar fusionat amb el Ballet Nacional de España Clásico, actual Compañía Nacional de Danza. María de Ávila va integrar al repertori estrenes absolutes, amb coreografies i músiques originals.
De 1986 a 1992 l'abans director adjunt, José Antonio, va prendre el relleu de la direcció de la companyia i va crear per a ella disset noves coreografies.
L'any 1993 José Antonio va ser substituït per una direcció artística que coordinava Aurora Pons, Nana Lorca i Victoria Eugenia i, a partir de 1998, va tornar a estar dirigit per una sola persona, la ballarina Aida Gómez. En 2001 va ser reemplaçada per Elvira Andrés i en 2004 va ser José Antonio el nomenat director artístic de nou, càrrec que manté en l'actualitat.

## Premis
- 1988: Premi de la Crítica al Millor Espectacle Estranger de la Metropolitan Opera House de Nova York.
- 1991: Premi de la Crítica del Japó.
- 1994: Premi de la Crítica al Millor Espectacle del Teatro Bellas Artes de Mèxic.
- 1999: Premi del diari El País al millor espectacle per Poeta, de Javier Latorre.
- 2002: Premi de la Crítica i del Públic a la millor coreografia per Fuenteovejuna, d'Antonio Gades.